# Defeño
Defeño, abgeleitet von den Buchstaben DF (im Spanischen ausgesprochen als De-efe und als Abkürzung für den Distrito Federal verwendet), ist eine mexikanische Bezeichnung für eine im Hauptstadtbezirk von Mexiko-Stadt lebende Person.

## Geschichte
Die Bezeichnung Defeño ist noch sehr neu und kam erstmals 1991 auf. Seither wird sie immer wieder in den Medien verwendet, hat sich jedoch nicht im allgemeinen Sprachgebrauch des Hauptstadtbewohners durchgesetzt, der sich selbst lieber als Chilango bezeichnet.
Der Begriff des Defeño entstand etwa zu der Zeit, als Mexiko-Stadt sich wesentlich über den Distrito Federal hinaus ausbreitete. Denn die sich immer weiter ausdehnende Stadt geht inzwischen weit über den Distrito Federal hinaus und geschätzt leben mehr als die Hälfte der Einwohner von Mexiko-Stadt außerhalb des Gebietes, das als Distrito Federal deklariert wurde. Gerade die Tatsache, dass der Distrito Federal und der von ihm hergeleitete Begriff des Defeño nicht alle in der Hauptstadt lebenden Menschen umfasst, sondern (mindestens) die Hälfte der Stadtbevölkerung ausschließt, scheint ein wichtiger Grund dafür zu sein, dass der Begriff sich nicht in der Bevölkerung durchgesetzt hat. Ein weiterer Grund scheint zu sein, dass der Begriff zu sehr die Abkürzung der Verwaltungseinheit betont und weniger identifikationsstiftend wirkt.